# Tramlijn Poeldijk - Maaslandse Dam
De tramlijn Poeldijk - Maaslandse Dam was een tramlijn in het Westland. Vanuit Poeldijk liep de lijn via Naaldwijk en De Lier naar Maaslandse Dam.

## Geschiedenis
Het gedeelte tussen Poeldijk en Naaldwijk werd geopend in 1883 door de Westlandsche Stoomtramweg Maatschappij, in 1907 volgde het gedeelte tussen Naaldwijk en Maaslandse Dam. Tot 1932 heeft er personenvervoer plaatsgevonden, daarna is de lijn tot 1968 gebruikt voor het vervoer goederen, met name veilingproducten en kolen voor verwarming van de kassen.

## Restanten
Over een groot gedeelte van de lijn is thans een fietspad aangelegd, hierdoor is de lijn goed te volgen in het landschap. In Naaldwijk is het oude WSM-station behouden. Dit gebouw heeft een sociale functie gekregen.

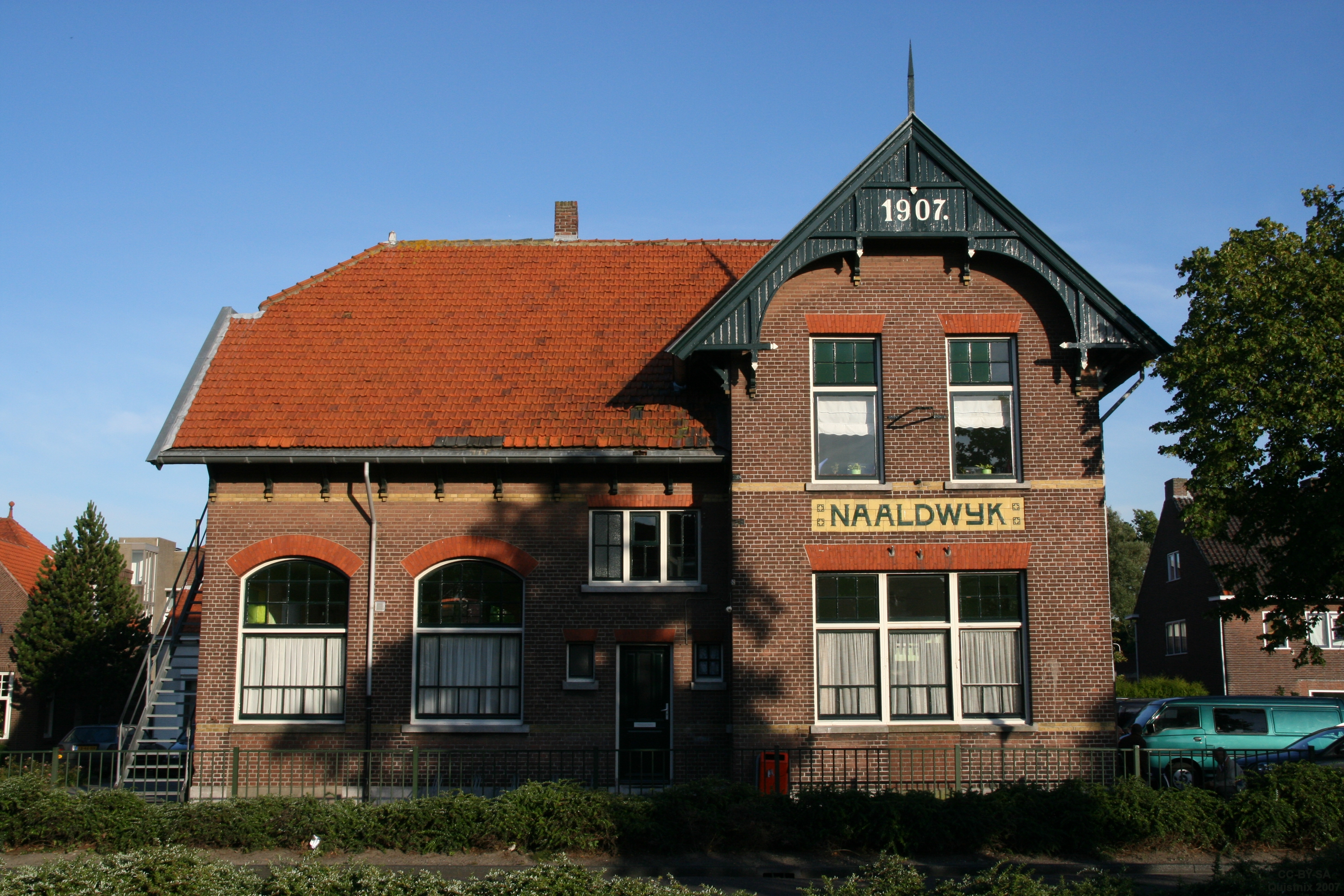
Voormalig WSM station Naaldwijk